# Los Fresones Rebeldes
Los Fresones Rebeldes fue una banda de indie pop española formada en Barcelona. El grupo contó con influencias de los años 1960, el punk, la new wave, el C86 y el riot grrrl. Se formó a finales de 1995, en plena explosión indie en España.

## Biografía

### Construyendo los Fresones Rebeldes
Miguel López Blanco (teclados y casiotone), con una larga carrera en el grupo de los años 80 Síndrome Tóxico, buscaba un batería para un nuevo proyecto, y se cruzó con el mejor amigo de su hermano: Joaquín Felipe Spada (ex guitarrista de Los Canguros y Los Bretones). Conjuntamente decidieron montar Pepito Sex. En ese momento se les une una joven veinteañera, Cristina Segura, y fundan Thy Surfyn' Eyes, pero Miguel considera que Felipe y Cristina tienen un nivel bajo y los echa del grupo para continuar él en solitario.
A pesar de esto Felipe y Cristina no se rindieron. Un día, ensayando por su cuenta, salió algo que les pareció tan bonito que se les vuelve a unir Miguel y deciden fundar Los Fresones Rebeldes uniéndose a tres veinteañeras (Eugènia Broggi, Inés Bayo y su hermana Cecilia). Felipe, funcionario de la Diputación Provincial de Barcelona y ex periodista de información política para el Diario de Barcelona y Miguel, profesor de geología, deciden intentarlo por enésima vez con este divertido proyecto aunque según confiesan "Los Fresones fueron casi sin querer y, mira, ha funcionado". 
En un primer momento la formación no era muy estable: Inés iba y venía, y su hermana Cecilia la sustituía, después se iba Cecilia y volvía Inés. Y al final, con las dos en el grupo, surgió la oportunidad de grabar un disco.

### Primera etapa: "Al amanecer"
Todo comenzó con una maqueta que habían enviado a Juan de Pablos, director del programa de Radio 3 Flor de Pasión. A Juan le gustó la maqueta y decidió ir a verles a Barcelona. Tras la experiencia Juan no se arrepintió y estuvo todo un año pinchándolos en antena. 
En las navidades de 1996 graban su primer sencillo, el exitoso Al Amanecer, con Spicnic, un pequeño sello albaceteño, fundado por los hermanos Mauro y Nacho Canut. Es entonces cuando Subterfuge Records se interesa por ellos iniciándose una relación a tres bandas: graban varios sencillos para Spicnic y los álbumes son para Subterfuge.
Previamente colaboran con un tema en el recopilatorio Freaks attacks (Subterfuge, 1997) y por fin llega el primer y esperado álbum titulado ¡Es que no hay manera! (Subterfuge, 1997) grabado en el verano de ese mismo año. Con él se dieron a conocer por toda España como la gran esperanza del pop.
Consiguieron muchísimos seguidores con su primer sencillo, Al Amanecer, que iba acompañado por un divertido vídeo, rodado en el Parque de Atracciones de Madrid. Esta canción transmite la emoción de la primera vez que nos enamoramos y todas esas sensaciones irrepetibles en la vida. No es el único éxito de este disco, del que podemos resaltar también Soy inocente o Quiero saber...
Parecen haber entrado en un estado de gracia pues también es por aquella época cuando ganan un concurso organizado por Philips y Los 40 Principales. El disco recibió algunos palos por una parte de la crítica que les acusa de componer un pop naif infantiloide y facilón. La otra parte, simplemente les ignoró. Lo de fácil es verdad, pero también entrañable y tremendamente efectivo. Se incluyen en el mismo versiones de La Buena Vida, El Joven Bryan, La Mode y Terry IV. Sin embargo no se publica hasta finales del año lo que no impide que se lleguen a vender unas 25.000 copias.

### Cambios en la formación: "Éxitos 99"
En enero de 1998 aparecen cuatro nuevas canciones en la misma línea en el Tributo a Pepito Sex y Thy Surfyn' Eyes (Elefant, 1998) del Club del Single de Elefant, tras el cual hay cambios en la parte vocal debido a que las cantantes en aquel momento (Cecilia e Inés) preferían tomarse aquello más que nada como una diversión o un entretenimiento, algo con lo que Felipe y Cristina no estaban de acuerdo pues estaban resueltos a aprovechar la oportunidad de una carrera en el pop rock. 
La solución fue el abandono del grupo por parte de las cantantes e incorporar una nueva cantante Eva María González Viejo (voz), que actuaba como teclista en TCR. Con ella como cantante inician la gira del verano de 1998. Pero una nueva deserción sacude a la formación: Eugènia decide marcharse a Londres con su novio. Es entonces cuando deciden sumar a un nuevo componente, Sergi Farregut Gallès (batería). Felipe vuelve entonces a la guitarra (su instrumento natural) y a los coros; Cristina se encarga del bajo, órgano y voz; Miguel de la guitarra, casiotone y voz; y Eva, la voz principal. 
En 1999 aparece su segundo álbum bajo el título de Éxitos 99. Dieciséis cortes de un álbum de temática amorosa y mirada irónica. Es un título sincero (algunas de las canciones ya habían sido publicadas) pero que cualquier director de mercadotecnia en un sello multinacional lo habría rechazado tajantemente (quizás sea una de las razones por las que huyen de las multinacionales, para poder hacer lo que les da la gana y además porque "las grandes compañías tratan bastante mal a los cantantes, mientras que las compañías independientes dan más libertad al artista"). Con todo había todavía peores alternativas para el título como El día en que doscientos periodistas vinieron a vernos y que sirve para bautizar un sketch en la mitad del CD, donde ironizan sobre la querencia de la prensa musical por la barra de las salas de conciertos.
Con este segundo álbum repitieron la cifra de 20.000 copias vendidas, estuvieron de gira por todo el país y participando en festivales como el Contempopránea, tras cuya edición de 2001 decidieron separarse. En esta primera etapa, nunca llegaron a salir de España.

### Actividad post disolución
En 2003 se vio necesario que todas aquellas canciones que en su momento estaban desperdigadas en sencillos, EP y dos álbumes se recopilasen. Se editó un digipak que, además de las mejores canciones, incluye los dos videoclips del grupo bajo el nombre Gran Selección 1995-2001.
Desde 2002, Cristina y Felipe forman parte de un nuevo proyecto llamado Cola Jet Set junto a Ana (cantante de La Monja Enana y esposa de Felipe), Roge (batería y miembro activo de otros proyectos como Zona Negativa) y la nueva guitarra rítmica, Alicia. Han publicado una maqueta, un sencillo y un álbum en Subterfuge Records, y otro en Elefant, pero pese a los cambios de componentes y de nombre, algunos dicen que el espíritu de Los Fresones Rebeldes sigue muy presente en su música.

### Reunión
Los Fresones Rebeldes se reunieron el 21 de junio de 2014 para participar en el 25º aniversario de su discográfica Subterfuge, en el Día de la Música 2014 en Madrid.

### México
A raíz de su reunión para el aniversario de Subterfuge, se supo que inadvertidamente durante su separación se habían convertido en "grupo de culto" en México, lo que se tradujo en dos visitas a ese país, en diciembre de 2014 y en marzo de 2015 para el festival Vive Latino. Mientras tanto, siguieron girando por toda España con la participación intermitente de Miguel hasta 2016, cuando Felipe tenía que presentar el nuevo álbum de Cola Jet Set. En 2019 se reúnen otra vez, pero Inés y Sergi se retiran amistosamente y son sustituidos por Ana (voz principal, teclados) y Roge (batería), habiendo estado ambos en la primera formación de Cola Jet Set. Inés fallece en agosto, por complicaciones de la diabetes.

### Nueva música
Hacia finales de 2019 ya están interpretando las primeras canciones nuevas de esta segunda época, pero la grabación de un single se retrasa indefinidamente y la llegada del Covid-19 acaba con todos los planes. Durante la pandemia, sólo harán un concierto en Madrid el 2 de enero de 2021, que será el último con Cristina. Ese otoño se vuelve a plantear una reunión para apoyar reediciones, grabar las nuevas canciones y volver a México. Cristina deja la música para concentrarse en su vida laboral y familiar. Miguel regresa con su antiguo grupo Síndrome Tóxico.
El nuevo bajista es Quinito, hijo mayor de Felipe y Ana. Con él graban en Navidad y preparan el regreso al directo en 2022, que se produce el 1 de abril una vez más en la sala El Sol de Madrid. Ya con esta formación, aparecen en un episodio de "Mi año favorito", programa de TV en Movistar+, interpretando el "Hoy no me puedo levantar" de Mecano. En junio se publica "Amor y tonterías EP" con cuatro canciones nuevas, y regresan a México.

## Discografía

### Álbumes
- ¡Es que no hay manera! (1997)
- Éxitos 99 (1999)
- Gran Selección 1995-2001 (2003)

### Sencillos
- Al amanecer (1997)
- Creo que me quiere (1998)

### EP
- Tributo a Pepito Sex y Thy Surfyn' Eyes (1998)
- Medio drogados (1999)
- Amor y tonterías (2022)